# Shu-Aib Walters
Shu-Aib Walters (ur. 26 grudnia 1981 w Kapsztadzie) – południowoafrykański piłkarz grający na pozycji bramkarza. Był w kadrze RPA na MŚ 2010.